# 橄榄珊瑚礁螺
橄榄珊瑚礁螺（学名：Magilus striatus），是新腹足目珊瑚螺科Magilus的一种。其种加词“striatus”意为“有条纹的”。主要分布于台湾，常栖息在浅海珊瑚礁、岩石底。